# Бистрит
Бистрит — рідкісний недавно відкритий (1990) мінерал, силікат каркасної структури з групи Канкриніту.

## Загальний опис
Хімічна формула: (Na, K)7Ca(Si6Al6)O24S4.5•(H2O). Названий за місцем знахідки біля річки Мала Бистра в Слюдянському районі Іркутської області, де був вперше виявлений.

## Знаходження в природі
Мінерал знайдений тільки у Мало-Бистринському родовищі лазуриту, в 25 км від міста Слюдянка.
Також мінерал був знайдений на мармуровому кар'єрі Перевал.

## Див також
- список мінералів